# Cronologia delle opere di William Shakespeare

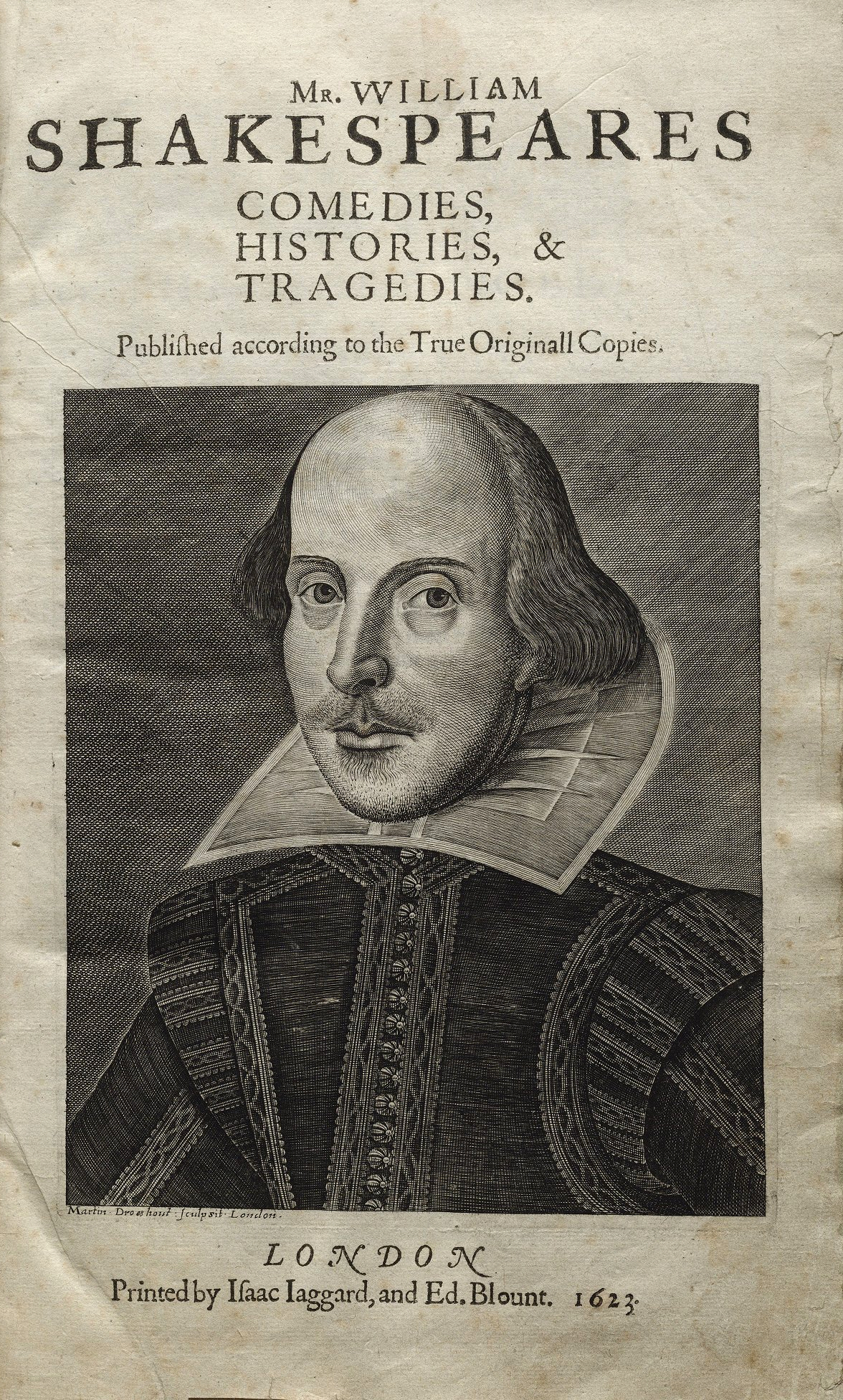
Riproduzione del frontespizio del primo infolio shakespeariano

William Shakespeare non curò mai la pubblicazione delle proprie opere, fatta eccezione per i due poemetti giovanili Venere e Adone e Il ratto di Lucrezia. I Sonetti e sedici composizioni teatrali, frutto probabilmente di trascrizioni clandestine, furono pubblicati senza il consenso dell'autore prima della sua morte (1616).
Nel 1623 gli attori ed amici di Shakespeare John Heminges e Henry Condell curarono un'edizione completa in folio intitolata Mr. William Shakespeare's Comedies, Histories & Tragedies, successivamente denominata "First Folio". La stampa includeva tutte le opere teatrali di Shakespeare attualmente riconosciutegli, fatta eccezione per Pericle, principe di Tiro - inserito nella successiva edizione, insieme ad altri sei drammi poi ritenuti apocrifi - e I due nobili congiunti.
A causa di queste vicende si è rivelato estremamente difficoltoso dare una cronologia certa alle opere di Shakespeare. Esclusi quei rari casi in cui è stato possibile fornire con certezza la data di composizione, si è proceduto all'identificazione della data principalmente tramite due canali: considerazioni stilistiche e richiami presenti in documenti del tempo.

## Cronologia
Riportiamo le date stimate per ogni opera seguite dalle fonti del tempo che ci permettono d'ipotizzare una datazione. I titoli originali fra le parentesi si riferiscono a quelli dell'edizione del 1623.

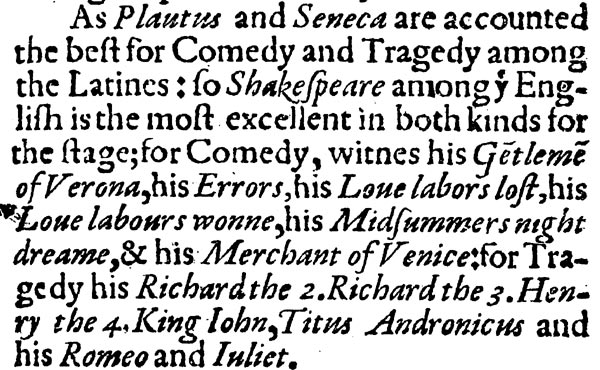
Estratto del Palladis Tamia che elenca alcune opere di Shakespeare.

I documenti più frequentemente citati sono:
- Stationers' Register: il registro della corporazione dei librai in cui gli editori facevano iscrivere le opere che intendevano pubblicare per assicurarsi il copyright[2].
- Palladis Tamia: Wits Treasury: un trattato di Francis Meres di fondamentale importanza per la cronologia shakespeariana, pubblicato il 7 settembre 1598,  contiene, tra l'altro, un elenco delle opere di Shakespeare note a Meres[2].

### Cronologia delle opere teatrali
- 1588-92 Enrico VI, parte I (The First Part of King Henry the Sixth)

Prima rappresentazione: un testo intitolato "harey the vj" fu rappresentato il 3 marzo 1592 al Rose dai Lord Strange's Men; generalmente si presume che si trattasse di quest'opera.
Prima pubblicazione: 1598.
Allusione in un libro di Thomas Nashe del 1592.
- 1588-92 Enrico VI, parte II (The Second Part of King Henry the Sixth)

Prima pubblicazione: 1594.
Registrato nello Stationers' Register il 12 marzo 1594.
Una versione fu pubblicata nel 1594 come The First Part of the Contention betwixt the two famous Houses of York and Lancaster.
- 1588-92 Enrico VI, parte III (The Third Part of King Henry the Sixth)

Parodiato da Robert Greene in un opuscolo pubblicato il 3 settembre 1592.
Prima pubblicazione: 1595.
- 1591-94 Riccardo III (The Life and Death of Richard the Third)

Registrato nello Stationers' Register il 20 ottobre 1597.
Presente nel Palladis Tamia (1598).
Prima pubblicazione: 1602.
- 1589-93 Tito Andronico (The Lamentable Tragedy of Titus Andronicus)

L'edizione del 1594 riporta che il dramma fu rappresentato prima del 1593.
Nel 1594, Philip Henslowe si riferisce ad esso come ad un "nuovo" testo.
Cinque performance al Rose tra il 23 gennaio e il 12 giugno 1594 sono registrate da Philip Henslowe, tre ad opera dei Sussex's Man, due dei Lord Chamberlain's Men.
Presente nel Palladis Tamia (1598).
Prima pubblicazione: 1594.
- 1590-94 La commedia degli errori (The Comedy of Errors)

Il 28 dicembre 1594, durante la baldoria di Natale al Gray's Inn, fu rappresentata una commedia intitolata "The Night of Errors", generalmente si presume che si trattasse di quest'opera.
Nel Palladis Tamia è presente una commedia di Shakespeare intitolata "errors", probabilmente Meres si riferiva a quest'opera.
Prima pubblicazione: 1623.
- 1590-1594? La bisbetica domata (The Taming of the Shrew)

Ci è pervenuta una commedia stampata nel 1594, A Pleasant Conceited Historie, called the taming of a Shrew, probabilmente fonte o adattamento di quella di Shakespeare.
Prima pubblicazione: 1623.
- 1590-96 I due gentiluomini di Verona (The Two Gentlemen of Verona)

Presente nel Palladis Tamia (1598).
L'opera potrebbe essere basata sulla traduzione di Bartholomew Young di un'opera di Jorge de Montemayor, Diana, traduzione che era pronta nel 1583 ma non fu stampata fino al 1598.
Prima pubblicazione: 1623.
- 1594-97 Pene d'amor perdute (Love's Labour's Lost)

Rappresentata il 25 dicembre 1597.
Presente nel Palladis Tamia (1598).
Prima pubblicazione: 1598.
- 1594-97 Sogno di una notte di mezza estate (A Midsummer Night's Dream)

Presente nel Palladis Tamia (1598).
Prima pubblicazione: 1600.
- 1594-1597 Romeo e Giulietta (The Tragedy of Romeo and Juliet)

Esiste un'edizione del 1597 surrettizia.
Presente nel Palladis Tamia (1598).
Prima pubblicazione: 1599.
- 1594-95 Riccardo II (The Life and Death of King Richard the Second)

Registrato nello Stationers' Register il 29 agosto 1597.
Presente nel Palladis Tamia (1598).
Prima pubblicazione: 1597.
- 1590-97 Re Giovanni (The Life and Death of King John)

Esiste una tragedia in due parti, The Troublesome Reign of King John, stampata nel 1591, ristampata successivamente nel 1611 e nel 1622 col nome di Shakespeare, fonte o imitazione di questo dramma storico.
Presente nel Palladis Tamia (1598).
Prima pubblicazione: 1623.
- 1596-98 Il mercante di Venezia (The Merchant of Venice)

Registrato nello Stationers' Register il 22 luglio 1598.
Presente nel Palladis Tamia (1598).
Nella prima scena dell'Atto Primo (v. 27) si menziona il galeone spagnolo St. Andrew catturato a Cadice nel 1596.
Prima pubblicazione: 1600.
- 1596-97 Enrico IV, parte I (The First Part of King Henry the Fourth)

Registrato nello Stationers' Register il 25 febbraio 1598.
Presente nel Palladis Tamia (1598).
Prima pubblicazione: 1598.
- 1597-99 Enrico IV, parte II (The Second Part of King Henry the Fourth)

Registrato nello Stationers' Register il 23 agosto 1600.
Prima pubblicazione: 1600.
- 1599 Enrico V (The Life and Death of King Henry the Fifth)

Nell'opera vi sono allusioni a eventi del 1599.
Registrato nello Stationers' Register il 4 e il 14 luglio 1600.
Esiste un'edizione del 1600 surrettizia.
Prima pubblicazione: 1623.
- 1589-99 Giulio Cesare (The Life and Death of Julius Caesar)

Rappresentato il 21 settembre 1599: un viaggiatore svizzero, Thomas Platter, scrive nel suo diario d'aver visto in questa data "la tragedia del primo imperatore Giulio Cesare" in un "edificio dal tetto di paglia" sulla sponda meridionale del Tamigi (il Globe).
Menzionato da Ben Jonson nel 1599.
Prima pubblicazione: 1623.
- 1598-99 Molto rumore per nulla (Much Ado about Nothing)

Registrato nello Stationers' Register il 4 e il 23 agosto 1600.
Allusione all'attore Kempe ritratto nel 1599.
Prima pubblicazione: 1600.
- 1599-1600 Come vi piace (As You Like It)

Registrato nello Stationers' Register il 4 agosto 1600.
Prima pubblicazione: 1623.
- 1600 La dodicesima notte, o quel che volete (Twelfth Night, or what you will)

Rappresentata il 6 gennaio 1601 e il 2 febbraio 1602.
Prima pubblicazione: 1623.
- 1600-01 Le allegre comari di Windsor (The Merry Wives of Windsor)

Registrato nello Stationers' Register il 18 gennaio 1602.
L'edizione del 1602 è surrettizia.
Prima pubblicazione: 1602.
- 1600-01 Amleto (The Tragedy of Hamlet, Prince of Denmark)

Prima registrazione ufficiale: registrato nello Stationers' Register il 26 luglio 1602 da James Roberts come "a booke called The Revenge of Hamlett Prince Denmarke" ("un libro intitolato La vendetta di Amleto principe di Danimarca").
Allusione in un libro di G.Harvey, circa 1601.
Prima pubblicazione: 1603.
- 1601-02 Troilo e Cressida (The Tragedy of Troilus and Cressida)

Registrato nello Stationers' Register il 7 febbraio 1603.
Prima pubblicazione: 1609.
- 1594-1609 Tutto è bene quel che finisce bene (All's Well That Ends Well)

Nessun riferimento contemporaneo.
Prima pubblicazione: 1623.
- 1601-04 Misura per misura (Measure for Measure)

a corte il 26 dicembre 1604.
Prima pubblicazione: 1623.
- 1602-11 Otello (The Tragedy of Othello, the Moor of Venice)

Esiste notizia di una rappresentazione a corte del 1º novembre 1604, ma l'autenticità di tale indicazione è stata messa in dubbio.
Prima pubblicazione: 1622.
- 1605-06 Re Lear (The Tragedy of King Lear)

Rappresentata a corte il 26 dicembre 1606.
Registrato nello Stationers' Register il 26 novembre 1607.
Il dramma The True Chronicle History of King Leir and his three daughters pubblicato nel 1605 fu probabilmente la fonte del King Lear shakespeariano.
Nel 1603 Samuel Harsnett pubblica A Declaration of Egregious Popish Impostures, un trattato anticattolico dal quale Shakespeare trasse i nomi dei diavoli e altri particolari inclusi nei discorsi di Edgar sotto le spoglie di Tom o'Bedlman
Prima pubblicazione: 1608.
- 1605-08 Macbeth (The Tragedy of Macbeth)

Allusione ad eventi degli anni 1603-06.
Visto da Simon Forman il 20 aprile 1611.
Prima pubblicazione: 1623.
- 1606-08 Antonio e Cleopatra (The Tragedy of Anthony and Cleopatra)

Registrato nello Stationers' Register il 20 maggio 1608.
- Prima del 1609? Coriolano (The Tragedy of Coriolanus)

Nessuna notizia di rappresentazione.
Registrato sullo  Stationers' Register l'8 novembre 1623.
Prima pubblicazione: 1623.
- 1604-10 Timone d'Atene (The Life of Timon of Athens)

Forse incompiuto e mai rappresentato.
Registrato sullo Stationers' Register l'8 maggio 1623.
Prima pubblicazione: 1623.
- 1607-08 Pericle, principe di Tiro (Pericles, Prince of Tyre)

Registrato nello Stationers' Register nel maggio 1608.
Visto dall'ambasciatore veneziano fra il 1606 e il 1608.
Non incluso nell'in-folio del 1623.
Nel 1609 vi sono due edizioni, nel 1611 e nel 1619 altre due. Il testo è in ogni caso molto corrotto e probabilmente modificato da altri autori.
Prima pubblicazione: 1609.
- 1607-10 Cimbelino (The Tragedy of Cymbeline King of Britain)

Visto da Simon Forman, dunque antecedente alla data della sua morte (12 settembre 1611).
Prima pubblicazione: 1623.
- 1608-1611 Il racconto d'inverno (The Winter's Tale)

Visto da Simon Forman il 15 maggio 1611.
Rappresentato a corte il 5 novembre 1611.
Prima pubblicazione: 1623.
- 1611 La Tempesta (The Tempest)

Rappresentata a corte il 1º novembre 1611.
Spunti da libri pubblicati nel 1610.
Prima pubblicazione: 1623.
- 1613 I due nobili congiunti (The Two Noble Kinsmen)

Scritto in collaborazione con John Fletcher, come risulta dal frontespizio dell'edizione del 1634.
Una danza di The Masque of the Inner Temple and Gray's Inn di Francis Beaumont (collaboratore abituale di John Fletcher) rappresentata a corte il 20 febbraio 1613 fornì i personaggi (e presumibilmente i costumi) per la danza folcloristica presente nella quinta scena del terzo atto.
Allusione in una commedia di Ben Jonson.
Non incluso nell'in-folio del 1623.
Prima pubblicazione: 1634.
- 1612-13 Enrico VIII (The Life of King Henry the Eighth)

Rappresentato il 29 giugno 1613.
Scritto probabilmente in collaborazione con John Fletcher.
Prima pubblicazione: 1623.

### Cronologia delle altre opere
1592-93 Venere e Adone (Venus and Adonis)
Poemetto d'ispirazione ovidiana, la dedica è firmata da Shakespeare.
Tra il 1594 e il 1617 furono stampate altre dieci edizioni.
Prima pubblicazione: 1593.
1593-94 Lo stupro di Lucrezia (The Rape of Lucrece)
Poemetto, la dedica è firmata da Shakespeare.
Altre edizioni: 1598, 1600, 1607, 1616.
Prima pubblicazione: 1594.
 1582 - 1608 Sonetti (Shakespeare's Sonnets)
Sonetti presumibilmente scritti tra il 1593 e il 1595.
Due sonetti erano già stati stampati in The Passionate Pilgrim (1599).
Prima pubblicazione: 1609.

## Problemi

### Cardenio
Cardenio (The History of Cardenio) è una commedia non pervenutaci, messa in scena dai King's Men nel 1613. Il libraio Humphrey Moseley inserì l'opera nel 1653 nello Stationers' Register, attribuendola a William Shakespeare e John Fletcher. Moseley è conosciuto per avere utilizzato falsamente il nome di Shakespeare in altre voci dello Stationers' Register, dunque la sua testimonianza non è ritenuta attendibile dagli studiosi.
Il contenuto della commedia non è conosciuto, ma era probabilmente basato sulle disavventure che coinvolgevano il personaggio Cardenio del Don Chisciotte. A supporto d'una possibile autenticità, è stato messo in rilievo che John Fletcher basò diverse delle sue ultime commedie sul lavoro di Miguel de Cervantes.
Nel 1727 un'opera dal titolo Doppio inganno (Double Falsehood, or the Distrest Lovers) venne presentata al pubblico londinese come trascrizione, da parte del drammaturgo britannico Lewis Theobald, della perduta Cardenio. Tuttavia la correlazione tra le due opere è stata sempre contestata, a partire dall'accusa di falsificazione subito avanzata dal poeta Alexander Pope. Nei primi anni del XXI secolo è stata oggetto di ulteriori analisi da parte dello studioso Brean Hammond che ritiene di aver individuato tratti stilistici caratteristici di Shakespeare. Dal 2010 l'autorevole collana Arden Shakespeare include il titolo Double Falsehood, curato dallo stesso Hammond, tra le opere di Shakespeare, poiché essa «rappresenta in qualche modo la perduta Cardenio», ammettendo tuttavia che si tratta di una scelta editoriale molto controversa.

### La bisbetica domata
"Di tutte le commedie del canone shakespeariano è forse la più difficile da datare"; opinione prevalente fra gli studiosi moderni è che La bisbetica domata sia una delle prime opere di Shakespeare; questi studiosi ritengono che una commedia stampata nel 1594 con il titolo The Taming of a Shrew (Una bisbetica domata) sia la ricostruzione mnemonica della commedia di Shakespeare vista rappresentare. Se è così, è singolare che Francis Meres non la citi nel Palladis Tamia (1598); "ma nulla dà l'assoluta certezza che Meres intendesse indicare tutte le opere di Shakespeare".

### Pene d'amore vinte
Nel Palladis Tamia, Francis Meres inserisce nella lista di opere di Shakespeare una commedia a noi sconosciuta Pene d'amore vinte (Love's Labour's Won). Diverse speculazioni sono state fatte su quest'opera: alcuni lo ritengono un lavoro a noi non pervenuto, altri considerano la citazione di Meres un titolo alternativo di una commedia shakespeariana a noi giunta. In questo secondo caso, sono state proposte: Come vi piace, Molto rumore per nulla e Tutto è bene quel che finisce bene.
Per molti anni si è ritenuto che Pene d'amore vinte fosse un titolo alternativo per La bisbetica domata, che si presume scritta diversi anni prima del Palladis Tamia e che non si trova nella lista di Meres. Tuttavia, nel 1953, Solomon Pottesman, un antiquario e collezionista inglese, scoprì un in quarto contenente la lista dei libri del libraio Christopher Hunt; questa lista, datata agosto 1603, conteneva Il Mercante di Venezia, La bisbetica domata, Pene d'amor perdute e Pene d'amore vinte, il che significa come La bisbetica domata e Pene d'amore vinte siano lavori separati.

### Sir Tommaso Moro
Un'altra opera a cui Shakespeare collaborò (ma solo in piccola parte) fu il dramma mai rappresentato Sir Tommaso Moro (Sir Thomas More), incappato subito nella censura che ne impose tali e tanti tagli da renderne impossibile la rappresentazione. Stampato per la prima volta nel 1844, è un esempio della perizia degli uomini di teatro elisabettiani in questo genere di scrittura collaborativa, in cui, nonostante le diverse mani e le numerose revisioni e aggiunte, l'insieme ha una struttura coerente ricca di rimandi e di corrispondenze.